# ТЕЦ Содегаура
ТЕЦ Содегаура е голяма електрическа централа в Содегаура, Япония, захранвана от природен газ. Централата произвежда ток чрез един генератор от 600 MW и три от 1000 MW, с общ капацитет от 3600 MW, което я прави една от най-големите електрически централи от типа си. Всички генератори са задвижвани от природен газ.